# Розповіді про Кешку і його друзів
«Розповіді про Кешку та його друзів» (рос. «Рассказы о Кешке и его друзьях») — український радянський трисерійний художній фільм 1974 року режисера Радомира Василевського.

## Сюжет
Автогонщик Василь Гаврилін не в змозі дивитися на сусідських хлопців, які влітку знемагають від бездіяльності. Веселун Кешка, непосида Борька, романтик Сима, ділова Анєчка і надзвичайно серйозний Толян, несподівано захопившись спортом, цілком серйозно беруться за спорудження карта.

## У ролях
- Вадим Кузнецов
- Інга Третьякова
- Едуард Купоросов
- Димитрій Кречетов
- Альоша Бєлов
- Ольга Казакова
- Альоша Шевченко
- Віталій Жабовський
- Герман Колушкін
- Ольга Аросєва
- Микола Прокопович
- Зінаїда Дехтярьова
- Ольга Матешко
- Світлана Живанкова
- Наталя Крачковська
- Олександр Афанасьєв
- Ігор Василенко
- Леонід Іудов
- Олександр Крюков
- Роман Ткачук
- Олександр Хочинський
- Юрій Мажуга
- Георгій Бурков
- Віра Кузнєцова
- Всеволод Сафонов
- Борис Рунге
- Ігор Кузнєцов

## Творча група
- Автор сценарію: — Радій Погодін
- Режисер-постановники: — Радомир Василевський
- Оператор-постановники: — Вадим Авлошенко
- Художник-постановники: — Валентин
- Композитор: — Володимир Дашкевич